# Kenneth Lewan
Kenneth Melvin Gregory Lewan (* 26. April 1925 in Chicago; † 7. Oktober 2012 in Greven) war ein US-amerikanischer Rechtsanwalt und Rechtsberater sowie Autor zahlreicher Veröffentlichungen zum Palästina-Konflikt.
Kenneth Lewan wurde als Soldat im Zweiten Weltkrieg schwer verwundet. Er studierte Politik und Jura an der Harvard University und promovierte in München. Er war Rechtsanwalt und juristischer Berater verschiedener Ministerien und den Kongress in Washington. Er unterrichtete als Hochschullehrer Völkerrecht und Politische Wissenschaften in New York, Indiana, Berlin, Tübingen, München und Hagen in Westfalen. Sein Werk umfasst zahlreiche Veröffentlichungen in englischer und deutscher Sprache.